# Frank Vincent
Frank Vincent (North Adams, Massachusetts, 4. kolovoza 1939. – 13. rujna 2017.) američki je filmski i televizijski glumac. Najpoznatiji je po ulogama Phila Leotarda iz televizijske serije Obitelj Soprano i Billyja Battsa iz mafijaške drame Martina Scorsesea Dobri momci. U njegove ostale radove spada i posuđivanje glasa mafijašu Salvatoreu Leoneu u seriji videoigara Grand Theft Auto.

## Vanjske poveznice
- Službena stranica
- Frank Vincent u internetskoj bazi filmova IMDb-u (engl.)